# Asthenes baeri
Az Asthenes baeri a madarak (Aves) osztályának verébalakúak (Passeriformes) rendjébe és a fazekasmadár-félék (Furnariidae) családjába tartozó faj.

## Rendszerezése
A fajt Carl Edward Hellmayr német ornitológus írta le 1906-ban, Siptornis nembe Siptornis baeri néven.

## Alfajai
- Asthenes baeri baeri (Berlepsch, 1906)
- Asthenes baeri chacoensis Brodkorb, 1938
- Asthenes baeri neiffi (Contreras, 1980)

## Előfordulása
Dél-Amerikában, Argentína, Bolívia, Brazília, Paraguay és Uruguay területen honos. Természetes élőhelyei a szubtrópusi és trópusi szavannák és cserjések.

## Megjelenése
Testhossza 15 centiméter, testtömege 10–18 gramm.

## Életmódja
Ízeltlábúakkal táplálkozik.

## Természetvédelmi helyzete
Az elterjedési területe rendkívül nagy, egyedszáma viszont csökken, de még nem éri el a kritikus szintet. A Természetvédelmi Világszövetség Vörös listáján nem fenyegetett fajként szerepel.